# Garden megye
Garden megye az Amerikai Egyesült Államokban, azon belül Nebraska államban található. Megyeszékhelye és legnagyobb városa Oshkosh. Lakosainak száma 1874 fő (2020. április 1.). Garden megye Sheridan, Deuel, Cheyenne, Morrill, Grant, Arthur és Keith megyékkel határos.

## Népesség
A megye népességének változása:
| Lakosok száma | 2078 | 2043 | 1962 | 1902 | 1918 | 1874 |
|               | 2010 | 2011 | 2012 | 2013 | 2015 | 2020 |